# Encyclia magdalenae
Encyclia magdalenae är en orkidéart som beskrevs av Carl Leslie Withner. Encyclia magdalenae ingår i släktet Encyclia och familjen orkidéer. Inga underarter finns listade i Catalogue of Life.